# Coppa d'Asia 2000
La Coppa d'Asia 2000 è stata la dodicesima edizione della Coppa d'Asia. La fase finale si disputò dal 12 ottobre al 29 ottobre 2000 in Libano.
La finale dello Stadio Città dello sport Camille Chamoun di Beirut vide la vittoria per 1-0 del Giappone contro l'Arabia Saudita, che si era qualificata di diritto alla competizione in qualità di campione in carica insieme al Libano che era il paese ospitante.

## Stadi
| Beirut Sidone Tripoli | Beirut              | Sidone                      | Tripoli                       |
| Beirut Sidone Tripoli | Sports City Stadium | Stadio municipale di Sidone | International Olympic Stadium |
| Beirut Sidone Tripoli | Capienza: 47,799    | Capienza: 22,600            | Capienza: 22,400              |
| Beirut Sidone Tripoli |                     |                             |                               |

## Le squadre qualificate
| Squadra        | Partecipante in quanto                    | Data di qualificazione | Partecipazioni precedenti al torneo                |
| -------------- | ----------------------------------------- | ---------------------- | -------------------------------------------------- |
| Libano         | Paese ospitante                           | 20 dicembre 1996       | Esordio                                            |
| Arabia Saudita | Vincitrice della Coppa d'Asia 1996        | 21 dicembre 1996       | 4 (1984, 1988, 1992, 1996)                         |
| Iraq           | Vincitore del Gruppo 1 di qualificazione  | 7 agosto 1999          | 3 (1972, 1976, 1996)                               |
| Indonesia      | Vincitrice del Gruppo 7 di qualificazione | 20 novembre 1999       | 1 (1996)                                           |
| Uzbekistan     | Vincitore del Gruppo 3 di qualificazione  | 26 novembre 1999       | 1 (1996)                                           |
| Cina           | Vincitrice del Gruppo 9 di qualificazione | 26 gennaio 2000        | 6 (1976, 1980, 1984, 1988, 1992, 1996)             |
| Kuwait         | Vincitore del Gruppo 5 di qualificazione  | 18 febbraio 2000       | 6 (1972, 1976, 1980, 1984, 1988, 1996)             |
| Giappone       | Vincitore del Gruppo 10 di qualificazione | 26 febbraio 2000       | 3 (1988, 1992, 1996)                               |
| Qatar          | Vincitore del Gruppo 4 di qualificazione  | 8 aprile 2000          | 4 (1980, 1984, 1988, 1992)                         |
| Corea del Sud  | Vincitrice del Gruppo 6 di qualificazione | 9 aprile 2000          | 8 (1956, 1960, 1964, 1972, 1980, 1984, 1988, 1996) |
| Thailandia     | Vincitrice del Gruppo 8 di qualificazione | 9 aprile 2000          | 3 (1972, 1992, 1996)                               |
| Iran           | Vincitore del Gruppo 2 di qualificazione  | 11 aprile 2000         | 8 (1968, 1972, 1976, 1980, 1984, 1988, 1992, 1996) |

## Prima fase

### Gruppo A
| Squadra    | Pts | G | V | N | P | GF | GS | DR |
| ---------- | --- | - | - | - | - | -- | -- | -- |
| Iran       | 7   | 3 | 2 | 1 | 0 | 8  | 2  | +6 |
| Iraq       | 4   | 3 | 1 | 1 | 1 | 6  | 4  | +2 |
| Thailandia | 2   | 3 | 0 | 2 | 1 | 2  | 4  | -2 |
| Libano     | 2   | 3 | 0 | 2 | 1 | 3  | 7  | -4 |

#### Risultati
| Arbitro: | Toru Kamikawa |

|                               |           |  |
| Chathir Drain 27’ Mahmoud 60’ | Marcatori |  |

| Arbitro: | Lu Jun |

|  |           |                                        |
|  | Marcatori | 19’ Bagheri 75’, 87’ Estili 90+1’ Daei |

| Arbitro: | Saad Kamil Al-Fadhli |

|          |           |             |
| Daei 73’ | Marcatori | 12’ Sakesan |

| Arbitro: | Kim Young-Joo |

|                         |           |                |
| Chahrour 28’ Hojeij 76’ | Marcatori | 5’, 22’ Jeayer |

| Arbitro: | Omer Al-Mehannah |

|          |           |  |
| Daei 77’ | Marcatori |  |

| Arbitro: | Lu Jun |

|               |           |             |
| Fernandes 83’ | Marcatori | 58’ Sakesan |

### Gruppo B
| Squadra       | Pts | G | V | N | P | GF | GS | DR |
| ------------- | --- | - | - | - | - | -- | -- | -- |
| Cina          | 5   | 3 | 1 | 2 | 0 | 6  | 2  | +4 |
| Kuwait        | 5   | 3 | 1 | 2 | 0 | 1  | 0  | +1 |
| Corea del Sud | 4   | 3 | 1 | 1 | 1 | 5  | 3  | +2 |
| Indonesia     | 1   | 3 | 0 | 1 | 2 | 0  | 7  | -7 |

#### Risultati
| Arbitro: | Omer Al-Mehannah |

|                                     |           |                                     |
| Lee Young-pyo 30’ Noh Jung-yoon 58’ | Marcatori | 36’ Su Maozhen 66’ (rig.) Fan Zhiyi |

| Tripoli 13 ottobre 2000, ore 19:45 | Kuwait         | 0 – 0 referto | Indonesia | International Olympic Stadium (2.000 spett.)\| Arbitro: \| Tajaddin Fares \| |
| Arbitro:                           | Tajaddin Fares |               |           |                                                                              |

| Arbitro: | Nabil Ayad |

|                                                        |           |  |
| Li Ming 2’ Shen Si 7’ (rig.) Yang Chen 10’ Qi Hong 90’ | Marcatori |  |

| Arbitro: | Brian Hall |

|  |           |                |
|  | Marcatori | 43’ Al-Huwaidi |

| Tripoli 19 ottobre 2000, ore 19:30 | Cina           | 0 – 0 referto | Kuwait | International Olympic Stadium (5.000 spett.)\| Arbitro: \| Shamsul Maidin \| |
| Arbitro:                           | Shamsul Maidin |               |        |                                                                              |

| Arbitro: | Toru Kamikawa |

|                               |           |  |
| Lee Dong-gook 30’, 76’, 90+1’ | Marcatori |  |

### Gruppo C
| Squadra        | Pts | G | V | N | P | GF | GS | DR  |
| -------------- | --- | - | - | - | - | -- | -- | --- |
| Giappone       | 7   | 3 | 2 | 1 | 0 | 13 | 3  | +10 |
| Arabia Saudita | 4   | 3 | 1 | 1 | 1 | 6  | 4  | +2  |
| Qatar          | 3   | 3 | 0 | 3 | 0 | 2  | 2  | 0   |
| Uzbekistan     | 1   | 3 | 0 | 1 | 2 | 2  | 14 | -12 |

#### Risultati
| Arbitro: | Ali Bujsaim |

|                      |           |                                                |
| Morioka 90+1’ (aut.) | Marcatori | 26’ Yanagisawa 39’ Takahara 54’ Nanami 90’ Ono |

| Arbitro: | Mohd Nazri Abdullah |

|            |           |             |
| Gholam 61’ | Marcatori | 73’ Qosimov |

| Arbitro: | Shamsul Maidin |

|                                                                          |           |            |
| Morishima 7’ Nishizawa 14’, 25’, 49’ Takahara 18’, 20’, 57’ Kitajima 79’ | Marcatori | 29’ Lushan |

| Sidone 17 ottobre 2000, ore 19:45 | Arabia Saudita | 0 – 0 referto | Qatar | Stadio municipale di Sidone (5.000 spett.)\| Arbitro: \| Tajaddin Fares \| |
| Arbitro:                          | Tajaddin Fares |               |       |                                                                            |

| Arbitro: | Kim Young-Joo |

|                                                       |           |  |
| Al-Otaibi 18’ Al-Shalhoub 35’, 78’, 86’ Al-Temyat 88’ | Marcatori |  |

| Arbitro: | Nabil Ayad |

|               |           |                |
| Nishizawa 61’ | Marcatori | 22’ Al-Obaidly |

### Migliori terze
Alla fine della fase a gironi sono state ammesse ai quarti di finale le due migliori terze classificate sulle tre totali, come mostrato dalla tabella.
| Squadra       | GR | Pts | G | V | N | P | GF | GS | DR |
| ------------- | -- | --- | - | - | - | - | -- | -- | -- |
| Corea del Sud | B  | 4   | 3 | 1 | 1 | 1 | 5  | 3  | +2 |
| Qatar         | C  | 3   | 3 | 0 | 3 | 0 | 2  | 4  | 0  |
| Thailandia    | A  | 2   | 3 | 0 | 2 | 1 | 2  | 4  | -2 |

## Fase a eliminazione diretta

### Tabellone
|  | Quarti di finale         | Quarti di finale |                 |               | Semifinali                | Semifinali                |  |  | Finale          | Finale |
|  |                          |                  |                 |               |                           |                           |  |  |                 |        |
|  | 23 ottobre 2000          |                  |                 |               |                           |                           |  |  |                 |        |
|  |                          |                  |                 |               |                           |                           |  |  |                 |        |
|  | 1B. Cina                 | 3                |                 |               |                           |                           |  |  |                 |        |
|  | 1B. Cina                 | 3                | 26 ottobre 2000 |               |                           |                           |  |  |                 |        |
|  | 3C. Qatar                | 1                |                 |               |                           |                           |  |  |                 |        |
|  | 3C. Qatar                | 1                | Cina            | 2             |                           |                           |  |  |                 |        |
|  | 24 ottobre 2000          |                  | Cina            | 2             |                           |                           |  |  |                 |        |
|  |                          | Giappone         | 3               |               |                           |                           |  |  |                 |        |
|  | 1C. Giappone             | Giappone         | 3               | 4             |                           |                           |  |  |                 |        |
|  | 1C. Giappone             |                  | 29 ottobre 2000 | 4             |                           |                           |  |  |                 |        |
|  | 2A. Iraq                 | 1                |                 |               |                           |                           |  |  |                 |        |
|  | 2A. Iraq                 | 1                | Giappone        | 1             |                           |                           |  |  |                 |        |
|  | 23 ottobre 2000          |                  | Giappone        | 1             |                           |                           |  |  |                 |        |
|  |                          | Arabia Saudita   | 0               |               |                           |                           |  |  |                 |        |
|  | 1A. Iran                 | Arabia Saudita   | 0               | 1             |                           |                           |  |  |                 |        |
|  | 1A. Iran                 | 26 ottobre 2000  |                 | 1             |                           |                           |  |  |                 |        |
|  | 3B. Corea del Sud (dts)  | 2                |                 |               |                           |                           |  |  |                 |        |
|  | 3B. Corea del Sud (dts)  | 2                | Corea del Sud   | 1             | Finale per il terzo posto | Finale per il terzo posto |  |  |                 |        |
|  | 24 ottobre 2000          |                  | Corea del Sud   | 1             | Finale per il terzo posto | Finale per il terzo posto |  |  |                 |        |
|  |                          | Arabia Saudita   | 2               |               |                           |                           |  |  |                 |        |
|  | 2B. Kuwait               | Arabia Saudita   | 2               | 2             | Cina                      | 0                         |  |  |                 |        |
|  | 2B. Kuwait               |                  |                 | 2             | Cina                      | 0                         |  |  |                 |        |
|  | 2B. Arabia Saudita (dts) | 3                |                 | Corea del Sud | 1                         |                           |  |  |                 |        |
|  | 2B. Arabia Saudita (dts) | 3                |                 |               | 1                         |                           |  |  |                 |        |
|  |                          |                  |                 |               |                           |                           |  |  | 29 ottobre 2000 |        |
|  |                          |                  |                 |               |                           |                           |  |  |                 |        |

#### Quarti di finale
| Arbitro: | Ali Bujsaim |

|             |           |                                         |
| Bagheri 71’ | Marcatori | 90’ Kim Sang-sik 99’ (gg) Lee Dong-gook |

| Arbitro: | Mohd Nazri Abdullah |

|                                      |           |              |
| Li Ming 9’ Qi Hong 38’ Yang Chen 54’ | Marcatori | 65’ Al-Enazi |

| Arbitro: | Tajaddin Fares |

|                                        |           |          |
| Nanami 8’, 29’ Takahara 11’ Myojin 62’ | Marcatori | 4’ Obeid |

| Arbitro: | Brian Hall |

|                                    |           |                                          |
| Bashar Abdullah 62’ Al-Huwaidi 68’ | Marcatori | 45+1’, 109’ (gg) Al-Temyat 72’ Al-Meshal |

#### Semifinali
| Arbitro: | Saad Kamil Al-Fadhli |

|                     |           |                    |
| Lee Dong-gook 90+1’ | Marcatori | 76’, 80’ Al-Meshal |

| Arbitro: | Shamsul Maidin |

|                           |           |                                               |
| Qi Hong 60’ Yang Chen 48’ | Marcatori | 21’ (aut.) Fan Zhiyi 53’ Nishizawa 61’ Myojin |

#### Finale 3º posto
| Arbitro: | Nabil Ayad |

|                   |           |  |
| Lee Dong-gook 76’ | Marcatori |  |

#### Finale
| Arbitro: | Ali Bujsaim |

|               |           |  |
| Mochizuki 30’ | Marcatori |  |

## Premi
| Miglior giocatore | Capocannoniere |
| ----------------- | -------------- |
| Hiroshi Nanami    | Lee Dong-gook  |

Miglior difensore:  Ryūzō Morioka

Miglior portiere:  Jiang Jin

Premio Fair-Play:  Cina

### Squadra ideale
| Portieri  | Difensori                                        | Centrocampisti                                                                    | Attaccanti                     |
| --------- | ------------------------------------------------ | --------------------------------------------------------------------------------- | ------------------------------ |
| Jiang Jin | Hong Myung-bo Mohammed Al-Khilaiwi Jamal Mubarek | Hiroshi Nanami Nawaf Al-Temyat Abbas Obeid Jassim Karim Bagheri Shunsuke Nakamura | Lee Dong-gook Naohiro Takahara |

## Statistiche

### Classifica marcatori
6 reti
- Lee Dong-gook

5 reti
- Akinori Nishizawa
- Naohiro Takahara

3 reti
- Qi Hong
- Yang Chen
- Ali Daei
- Hiroshi Nanami

- Talal Al-Meshal
- Mohammad Al-Shalhoub
- Nawaf Al-Temyat

2 reti
- Li Ming
- Karim Bagheri
- Hamid Estili
- Sabah Jadir Khalaf

- Tomokazu Myōjin
- Jassem Al-Houwaidi
- Sakesan Pituratana

1 rete
- Fan Zhiyi
- Shen Si
- Su Maozhen
- Qathan Ch. Drain
- Abbas Obeid Jassim
- Haydar Mahmoud Majid
- Hideaki Kitajima
- Shigeyoshi Mochizuki

- Hiroaki Morishima
- Shinji Ono
- Atsushi Yanagisawa
- Bashar Abdullah
- Abbas Chahrour
- Luis Fernandes
- Moussa Hojeij
- Mohamed Gholam Al-Balooshi

- Mohammed Salem Al-Enazi
- Abdul-Nasser Ali Al-Obaidly
- Marzouk Mohammed Al-Otaibi
- Kim Sang-sik
- Lee Young-pyo
- Noh Jung-yoon
- Mirdjalal Kasimov
- Sergey Lushan

### Record
- Gol più veloce:  Li Ming (Cina-Indonesia, fase a gironi, 16 ottobre, 2º minuto)
- Gol più lento:  Nawaf Al-Temyat (Kuwait-Arabia Saudita, quarti di finale, 24 ottobre, 109º minuto)
- Primo gol:  Qahtan Chathir Drain (Iraq-Thailandia, partita inaugurale, 12 ottobre, 27º minuto)
- Ultimo gol:  Shigeyoshi Mochizuki (Giappone-Arabia Saudita, finale 1º posto, 29 ottobre, 30º minuto)
- Miglior attacco:  Giappone (21 reti segnate)
- Peggior attacco:  Indonesia (0 reti segnate)
- Miglior difesa:  Iran (3 reti subite)
- Peggior difesa:  Uzbekistan (14 reti subite)
- Miglior differenza reti nella fase a gironi:  Giappone (+10)
- Miglior differenza reti in tutto il torneo:  Giappone (++16)
- Partita con il maggior numero di gol:  Arabia Saudita-Uzbekistan  5-0 (fase a gironi, 20 ottobre),  Giappone-Iraq  4-1 (quarti di finale, 24 ottobre),  Cina-Giappone  2-3 (semifinali, 20 ottobre) (5 gol)
- Partita con il maggior scarto di gol:  Giappone-Uzbekistan  8-1 (fase a gironi, 17 ottobre, 7 gol di scarto)